# Rosso e nero (film)
Rosso e nero è un film italiano del 1954 diretto da Domenico Paolella.